# Ranking Mundial de Hóquei no Gelo
O Ranking Mundial da FIHG é um ranking das seleções nacionais dos países filiados à federação.

## Sistema
É baseado nas campanhas dos últimos Jogos Olímpicos de Inverno e os últimos quatro campeonatos mundiais. O campeão de cada um desses dois torneios recebe 1200 pontos. Em geral, há um intervalo de 20 pontos entre dois times. Por exemplo, o 11º recebe 940 pontos, e o 12º recebe 920. As exceções são os intervalos entre 1º e 2º, 2º e 3º, 4º e 5º e 8º e 9º.
Os resultados de torneios mais recentes têm um peso maior. O último campeonato mundial tem 100% de valor, o anterior tem 75%, e assim por diante. O torneio olímpico tem o mesmo valor de um campeonato mundial.
Embora reflita bem a realidade das seleções, o ranking é criticado por ignorar o torneio olímpico, dando o mesmo valor do campeonato mundial. Ele também não leva em conta a Copa do Mundo de Hóquei no Gelo, organizado pela NHL, cujos times liberam os seus melhores jogadores para jogarem por seus países, o que proporciona um espetáculo de alto nível. Isso não acontece com o campeonato mundial, já que os melhores jogadores estão disputando a Copa Stanley na mesma época, e não são liberados pelos clubes, que não abrem mão de suas melhores estrelas.
Mas o ranking é usado apenas para determinar as posições de cada seleção nos seus grupos do campeonato mundial, e para classificar os times para cada olimpíada sem participar da etapa de classificação. Nos Jogos Olímpicos de Inverno de 2010, por exemplo, as 9 seleções masculinas mais bem rankeadas e as 6 femininas podem participar sem passar pela etapa.
O primeiro ranking foi elaborado em 2003 com base nos resultados de 2000 à 2003.

## Ranking masculino de 2009
| Pos. | Time                 | Pontos | +/-  |
| ---- | -------------------- | ------ | ---- |
| 1    | Finlândia            | 3410   | +1   |
| 2    | Rússia               | 3400   | +3   |
| 3    | Suécia***            | 3400   | -2   |
| 4    | Canadá               | 3385   | -1   |
| 5    | República Tcheca     | 3265   | -1   |
| 6    | Estados Unidos       | 3105   | +1   |
| 7    | Suíça                | 3020   | +1   |
| 8    | Eslováquia           | 2955   | -2   |
| 9    | Bielorrússia         | 2845   | -    |
| 10   | Alemanha             | 2740   | +1   |
| 11   | Letônia              | 2740   | -1   |
| 12   | Noruega              | 2735   | +2   |
| 13   | Dinamarca            | 2660   | -1   |
| 14   | Itália               | 2815   | -1   |
| 15   | Eslovênia            | 2460   | +3   |
| 16   | Áustria              | 2445   | +1   |
| 17   | Ucrânia              | 2435   | -2   |
| 18   | França               | 2410   | +1   |
| 19   | Cazaquistão          | 2405   | -3   |
| 20   | Hungria              | 2220   | +1   |
| 21   | Polônia              | 2175   | -1   |
| 22   | Japão                | 2120   | -    |
| 23   | Lituânia             | 1970   | +2   |
| 24   | Países Baixos        | 1935   | -    |
| 25   | Estônia              | 1930   | -2   |
| 26   | Croácia              | 1790   | +2   |
| 27   | Romênia              | 1770   | -1   |
| 28   | China                | 1650   | -1   |
| 29   | Reino Unido          | 1645   | -    |
| 30   | Sérvia               | 1425   | -    |
| 31   | Coreia do Sul        | 1365   | +1   |
| 32   | Bulgária             | 1305   | -1   |
| 33   | Austrália            | 1300   | -    |
| 34   | Bélgica              | 1230   | +1   |
| 35   | Israel               | 1190   | -1   |
| 36   | Espanha              | 1120   | -    |
| 37   | México               | 1010   | +1   |
| 38   | Islândia             | 965    | -1   |
| 39   | Nova Zelândia        | 890    | -    |
| 40   | Irlanda              | 775    | +3   |
| 41   | Turquia              | 765    | -1   |
| 42   | África do Sul        | 755    | -1   |
| 43   | Luxemburgo           | 695    | -1   |
| 44   | Coreia do Norte      | 645    | -    |
| 45   | Mongólia             | 415    | +1   |
| 46   | Grécia               | 240    | novo |
| 47   | Bósnia e Herzegovina | 200    | novo |
| 48   | Armênia              | 200    | -3   |

Em negrito, o campeão mundial atual.
Asteriscos (***) denotam o campeão olímpico.

## Ranking feminino
| Pos. | Time             | Pontos | +/- |
| ---- | ---------------- | ------ | --- |
| 1    | Canadá***        | 2950   | -   |
| 2    | Estados Unidos   | 2930   | -   |
| 3    | Finlândia        | 2770   | +1  |
| 4    | Suécia           | 2760   | -1  |
| 5    | Suíça            | 2645   | +2  |
| 6    | Rússia           | 2575   | -   |
| 7    | Alemanha         | 2525   | -2  |
| 8    | China            | 2510   | -   |
| 9    | Japão            | 2420   | +1  |
| 10   | Cazaquistão      | 2410   | -1  |
| 11   | França           | 2220   | -1  |
| 12   | República Tcheca | 2205   | +1  |
| 13   | Letônia          | 2195   | -2  |
| 14   | Noruega          | 2150   | +1  |
| 15   | Itália           | 2065   | -1  |
| 16   | Eslovênia        | 1810   | -   |
| 17   | Eslováquia       | 1735   | +1  |
| 18   | Dinamarca        | 1650   | -1  |
| 19   | Áustria          | 1580   | -1  |
| 20   | Coreia do Norte  | 1560   | -1  |
| 21   | Holanda          | 1480   | -   |
| 22   | Austrália        | 1405   | +1  |
| 23   | Grã-Bretanha     | 1385   | -1  |
| 24   | Bélgica          | 1305   | -   |
| 25   | Hungria          | 1265   | -   |
| 26   | Coreia do Sul    | 1215   | -   |
| 27   | Nova Zelândia    | 1110   | +2  |
| 28   | África do Sul    | 1105   | -   |
| 29   | Romênia          | 1100   | -2  |
| 30   | Croácia          | 1095   | +1  |
| 31   | Islândia         | 1090   | -1  |
| 32   | Estônia          | 910    | -   |
| 33   | Turquia          | 840    | -   |

Em negrito, o campeão mundial atual.
Asteriscos (***) denotam o campeão olímpico.